# Macrotocinclus affinis
Macrotocinclus affinis (лат.) — вид лучепёрых рыб из семейства кольчужных сомов, единственный в роде Macrotocinclus. Длительное время относился к роду Otocinclus. В русскоязычной литературе известен как обыкновенный отоцинкл.

## Описание
Внешне схожи с Corydoras nattereri. Общая длина достигает 4—5 см. Голова умеренного размера, рыло вытянутое, округлое. Глаза большие. По бокам присутствуют большие «ушные» отверстия. Рот представляет собой своеобразную присоску. Туловище удлинённое, стройное, сужается к хвостовому стеблю. Туловище покрыто мелкими костными пластинками. Спинной плавник высокий, продолговатый, с одним жёстким лучом. Грудные и брюшные плавники небольшие. Жировой плавник отсутствует, хвостовой плавник широкий.
Окраска охристо-золотистая, от начала рыла через глаз, вдоль боковой линии до хвостового плавника включительно проходит чёрная широкая полоса. На хвостовом стебле полоса превращается в округлое пятно, зачастую разделённое на две части. Брюхо белого цвета.

## Образ жизни
Это донная рыба. Встречается в быстрых реках. Держится возле песчаного грунта. Образует небольшие косяки. Активна ночью, днём любит прятаться среди упавших деревьев, коряг и водных растений. Питается мягкими зелёными или коричневыми водорослями, крайне редко — личинками комаров. Продолжительность жизни составляет 5 лет.

## Размножение
Половая зрелость наступает в 6—8 месяцев. Самка откладывает довольно много икры. Мальки появляются через 3 суток.

## Распространение
Является эндемиком Бразилии. Обитает в реках штата Рио-де-Жанейро.

## Фото

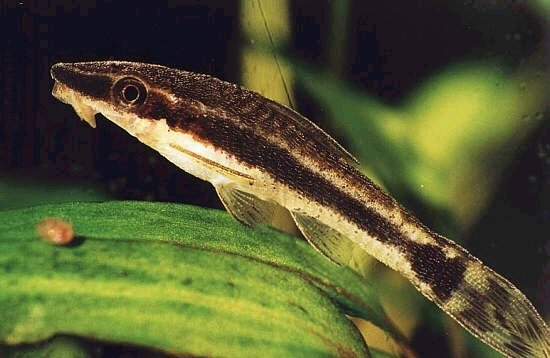
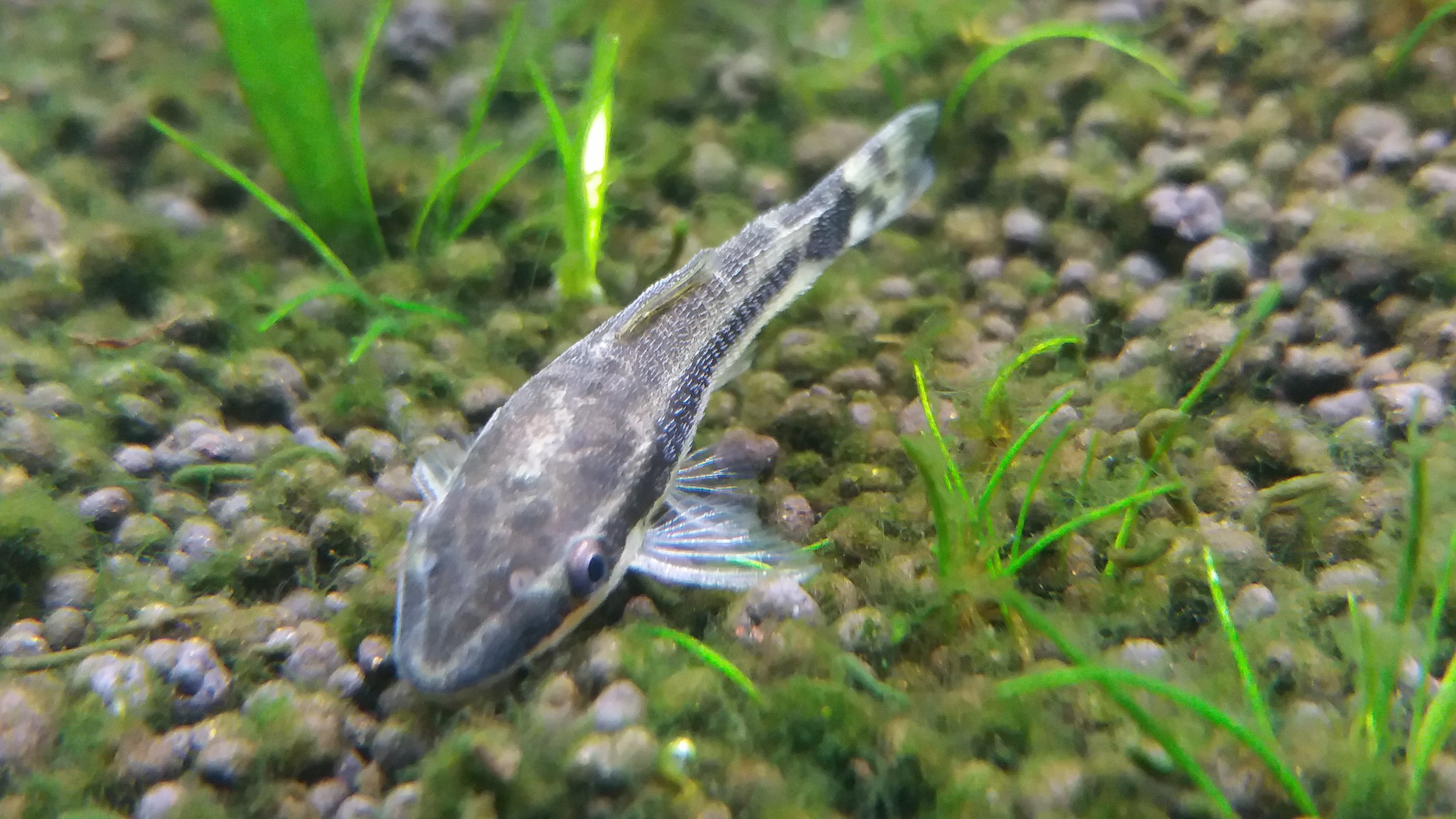
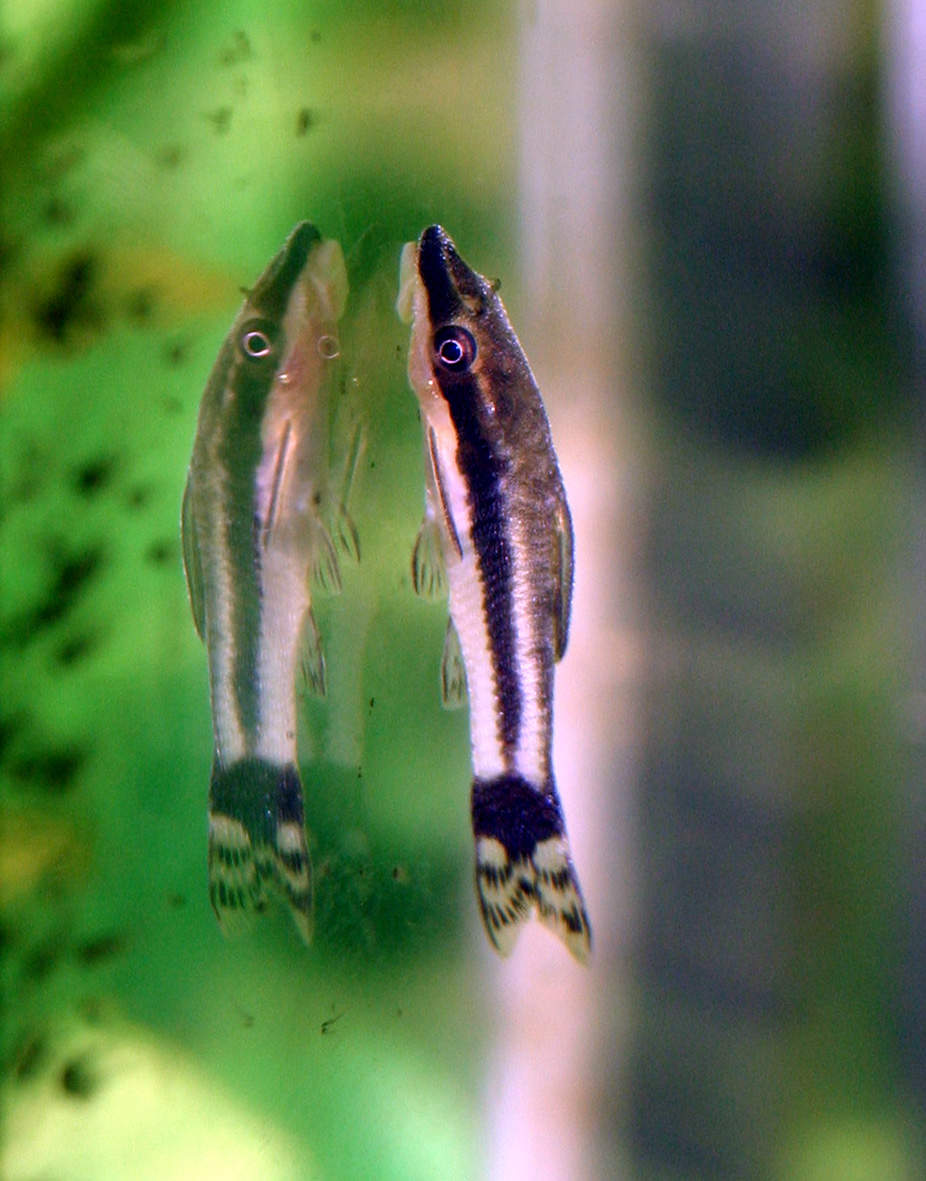